# Armgard von Cramm

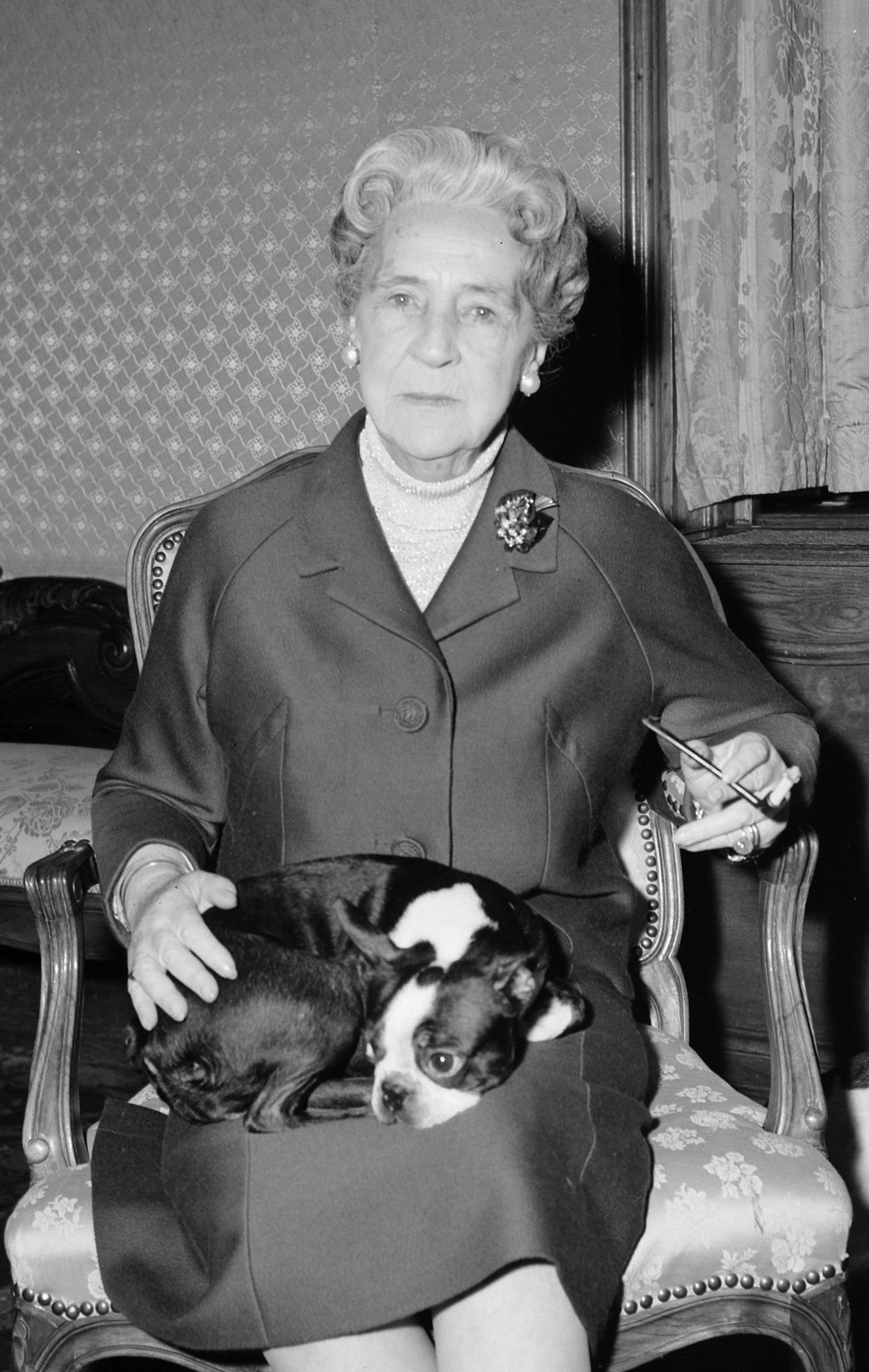
Armgard von Cramm (1964)

Armgard Kunigunde Prinzessin zur Lippe-Biesterfeld, geb. Freiin von Sierstorpff-Cramm (* 18. Dezember 1883 in Driburg, Westfalen; † 27. April 1971 auf Schloss Warmelo, Niederlande) war die jüngste der vier Töchter des Braunschweigisch-Lüneburgischen Erbkämmerers Aschwin Thedel Adelbert Freiherr von Cramm (1846–1909) und Hedwig Freiin von Sierstorpff (1848–1900). Ab 1937 war sie Schwiegermutter der niederländischen Königin Juliana von Oranien-Nassau (1909–2004; regierte 1948–1980).  

## Familie
Armgard von Cramms Onkel Ernst Freiherr von Sierstorpff (1846–1879), Enkel und Erbe des Begründers des Driburger Kurbetriebes Kaspar Heinrich von Sierstorpff (1750–1842), war unter ungeklärten Umständen bei einer Schnepfenjagd mit seinem Schwager Aschwin Freiherr von Cramm, Armgards Vater, durch einen Schuss zu Tode gekommen. Der Tod wurde zu einem tragischen Jagdunfall erklärt. Ernsts Schwester Hedwig erbte nun den Fideikommiss mit dem Heilbad und den umliegenden Ländereien. Hedwig und ihr Ehemann Aschwin nahmen nach dem testamentarisch festgelegten Willen, dass die Erben Kaspar Heinrichs den Namen Sierstorpff führen müsste, den neuen Familiennamen Freiherr von Sierstorpff-Cramm an.
Armgards älteste Schwester Hedwig (1874–1907) wurde nach dem Tod der Mutter Inhaberin des Fideikommiss Driburg. Sie war mit Graf Wilhelm Karl Ludwig Kuno von Oeynhausen (1860–1922) verheiratet. Das Ehepaar nahm den Familiennamen von Oeynhausen-Sierstorpff an, den die in Bad Driburg ansässige Familie bis heute führt.

## Leben
Armgard Freiin von Sierstorpff-Cramm heiratete 1905 in erster Ehe Graf Bodo von Oeynhausen (1881–1909). Er stand im Regiment der 8. Husaren bei Paderborn, wie auch ihr zweiter Ehemann, Prinz Bernhard zur Lippe (1872–1934), der zweite Sohn des Lippischen Regenten Ernst zur Lippe-Biesterfeld (1842–1904). Armgard ließ sich im Herbst 1908 von ihrem ersten Ehemann, mit dem sie keine Kinder hatte, scheiden. Ihr erster Mann starb ein Jahr nach der Scheidung im Herbst 1909. Sie heiratete ein Jahr nach der Scheidung auf Schloss Oelber den Prinzen Bernhard zur Lippe. Die skandalträchtige Liebesheirat des Mitglieds eines regierenden Fürstenhauses galt aufgrund des Rangunterschieds als unebenbürtig und führte dazu, dass Bernhard seine Thronfolgerechte verlor und den lippischen Hof verlassen musste. Das Paar zog sich zurück auf Gut Reckenwalde, heute Woynowo in der Provinz Posen, auf dem Armgards Vater gelebt hatte. Die Söhne aus der morganatischen Ehe von Armgard und Bernhard erhielten von ihrem Onkel und Bernhards Bruder, dem Fürsten Leopold IV. zur Lippe, beide zunächst den Titel Graf zur Lippe-Biesterfeld, ehe er sie 1916 zu Prinzen zur Lippe-Biesterfeld erhob und wieder in die Thronfolge aufnahm.
Aus Armgards zweiter Ehe gingen zwei Kinder hervor:
- Prinz Bernhard zur Lippe-Biesterfeld (1911–2004), verheiratet mit der niederländischen Königin Juliana von Oranien-Nassau (1909–2004) und Vater der früheren Königin Beatrix der Niederlande. Einer seiner Enkel ist der heutige König Willem-Alexander.
- Aschwin zur Lippe-Biesterfeld (1914–1988), verheiratet mit Simone Arnoux (1915–2001).

Armgard von Cramm erbte von ihrem Vater das Gut Reckenwalde, heute Woynowo und lebte dort mit ihrem Mann und ihren Söhnen. Gegen Ende des Zweiten Weltkrieges floh sie von dort vor der anrückenden Roten Armee zur Familie ihrer verstorbenen ältesten Schwester Hedwig nach Bad Driburg.